# ماركو بونتيكورفو
ماركو بونتيكورفو (بالإيطالية: Marco Pontecorvo)‏ (و. 1966  م) هو مخرج أفلام، ومصور سينمائي، وكاتب سيناريو إيطالي، ولد في روما.

## وصلات خارجية
- ماركو بونتيكورفو على موقع IMDb (الإنجليزية)
- ماركو بونتيكورفو على موقع ألو سيني (الفرنسية)
- ماركو بونتيكورفو على موقع أول موفي (الإنجليزية)
- ماركو بونتيكورفو على موقع قاعدة بيانات الأفلام السويدية (السويدية)
- ماركو بونتيكورفو على موقع قاعدة بيانات الفيلم (الإنجليزية)
- ماركو بونتيكورفو على موقع كينوبويسك (الروسية)